# کو

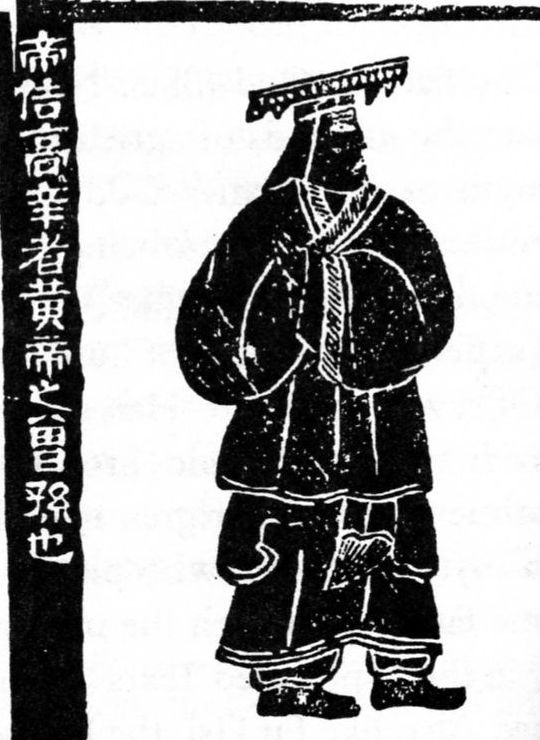
امپراتور کو‌

کو یا امپراتور کو (به چینی ساده شده: 喾؛ به چینی سنتی: 喾)، یا دی کو ؛ به چینی سنتی: 帝 喾)، که همچنین گاهی با عنوان گائوشین شی (به چینی: 高 辛 氏) نیز شناخته می‌شود، یکی از امپراتوران چین در طول دوران سه شهریار و پنج خاقان بود. او فرزند جیائوجی (蟜 极 / 蟜 极) و نوه شائوهائو (少昊) به شمار می‌آمد و همچنین نوه بزرگ هوانگ دی (黄帝 / 黄帝) یا همان امپراتور زرد محسوب می‌شد. بر طبق تاریخ تخمینی (بر حسب قرن‌های پیش از میلاد)، وی از سال ۲۴۳۶ پیش از میلاد تا ۲۳۶۶ پیش از میلاد، فرمانروایی می‌کرده‌است. به امپراتور کو یا . پس از او پسر بزرگترش دی ژی امپراتور شد.
محمد حسین باجلان فرخی، مترجم نامدار ایرانی در عرصهٔ اساطیر، کو را در ترجمه‌های خویش گوان نیز خوانده است.